# Elecciones presidenciales de Ecuador de 1916
Las elecciones presidenciales de Ecuador de 1916 fue el proceso electoral el cual tuvo por objetivo la elección de un nuevo Presidente Constitucional de la República del Ecuador. 

## Antecedentes
Fueron convocadas las elecciones por parte del presidente Leonidas Plaza para escoger a su sucesor presidencial, bajo la Constitución de 1906.
Estas elecciones fueron las segundas realizadas durante la llamada época de la plutocracia liberal, cuando los sectores bancarios, agroexportador y comercial del litoral tomaron el control político del Estado Ecuatoriano, encabezados por el Banco Comercial y Agrícola de Guayaquil incidiendo no sólo en la política económica, sino también en las elecciones presidenciales y parlamentarias, garantizando el triunfo de sus candidatos a través del fraude electoral y la manipulación en coordinación con la facción placista y bancaria del partido oficialista liberal, siendo eliminada la facción radical alfarista en la Hoguera Bárbara.

## Desarrollo
Los candidatos fueron Alfredo Baquerizo Moreno (un colaborador del gobierno de Plaza), Rafael María Arízaga y Federico Intriago. 
Alfredo Baquerizo Moreno triunfó de manera abrumadora con 127.303 votos, seguido de Rafael María Arízaga con 7.502 votos, Federico Intriago con 794 votos y 433 votos en favor de otras personas. 
Alfredo Baquerizo Moreno asumió el cargo de Presidente Constitucional de la República el 1 de septiembre de 1916.

## Candidatos y Resultados
| Partido                      | Partido                         | Candidato                          | Cargos importantes                   | Votos   | %     |
| ---------------------------- | ------------------------------- | ---------------------------------- | ------------------------------------ | ------- | ----- |
|                              | Partido Liberal del Ecuador     | Alfredo Baquerizo Moreno           | Encargado del Poder Ejecutivo (1912) | 127.303 | 93.6% |
| José Federico Intriago Navas | Partido Liberal del Ecuador     | Ministro de Hacienda (1911 - 1912) | 794                                  | 0.6%    |       |
|                              | Partido Conservador Ecuatoriano | Rafael María Arízaga Machuca       | Senador por Azuay (1909 - 1911)      | 7.502   | 5.5%  |
| Otros                        | Otros                           | Otros                              | Otros                                | 433     | 0.3%  |

Fuente: